# مجنحاوات الثمر
مجنحاوات الثمر (الاسم العلمي:Dipterocarpoideae) هي أسرة من النباتات تتبع فصيلة مجنحية الثمر من رتبة الخبازيات.

## قبائل مجنحاوات الثمر
- الشورياوية
  - الشورية